# U-598
| U-598                      | U-598                                                          | U-598                                                          |
| -------------------------- | -------------------------------------------------------------- | -------------------------------------------------------------- |
|                            |                                                                |                                                                |
|                            |                                                                |                                                                |
|                            |                                                                |                                                                |
| Під прапором               | Третій рейх                                                    | Третій рейх                                                    |
| Спуск на воду              | 2 жовтня 1941 року                                             | 2 жовтня 1941 року                                             |
| Виведений зі складу флоту  | 23 липня 1943 року                                             | 23 липня 1943 року                                             |
| Сучасний статус            | затоплений                                                     | затоплений                                                     |
| Проєкт                     |                                                                |                                                                |
| Тип ПЧ                     | Торпедний ДПЧ                                                  | Торпедний ДПЧ                                                  |
| Основні характеристики     |                                                                |                                                                |
| Швидкість (надводна)       | 17,7 вузлів                                                    | 17,7 вузлів                                                    |
| Швидкість (підводна)       | 7,6 вузлів                                                     | 7,6 вузлів                                                     |
| Робоча глибина занурення   | 100 м                                                          | 100 м                                                          |
| Гранична глибина занурення | 220 м                                                          | 220 м                                                          |
| Екіпаж                     | 44 осіб                                                        | 44 осіб                                                        |
| Розміри                    |                                                                |                                                                |
| Довжина найбільша (по КВЛ) | 67,1 м                                                         | 67,1 м                                                         |
| Ширина корпусу найб.       | 6,2 м                                                          | 6,2 м                                                          |
| Висота                     | 9,6 м                                                          | 9,6 м                                                          |
| Середня осадка (по КВЛ)    | 4,70 м                                                         | 4,70 м                                                         |
| Водотоннажність надводна   | 769 т                                                          | 769 т                                                          |
| Озброєння                  |                                                                |                                                                |
| Артилерія                  | одна палубна гармата калібру 88-мм, одна 20-мм зенітна гармата | одна палубна гармата калібру 88-мм, одна 20-мм зенітна гармата |
| Торпедно- мінне озброєння  | 4 носових і один кормовий ТА. 14 торпед або 26 мін             | 4 носових і один кормовий ТА. 14 торпед або 26 мін             |

U-598 — німецький підводний човен типу VIIC часів  Другої світової війни.
Замовлення на будівництво човна було віддане 16 січня 1940 року. Човен був закладений на верфі суднобудівної компанії «Blohm + Voss» у Гамбурзі 11 січня 1941 року під заводським номером 574, спущений на воду 2 жовтня 1941 року, 27 листопада 1941 року увійшов до складу 8-ї флотилії. Також за час служби перебував у складі 6-ї флотилії. Єдиним командиром човна був корветтен-капітан Готтфрід Гольторф.
Човен зробив 4 бойових походи, в яких потопив 2 (загальна водотонажність 9 292 брт) та пошкодив 1 судно.
Потоплений 23 липня 1943 року в Південній Атлантиці північно-східніше Наталя (04°05′ пд. ш. 33°23′ зх. д. / 4.083° пд. ш. 33.383° зх. д.) глибинними бомбами трьох американських бомбардувальників «Ліберейтор». 43 члени екіпажу загинули, 2 врятовані.

## Потоплені та пошкоджені кораблі[3]
| Назва           | Тип        | Належність      | Дата           | Тоннаж (БРТ) | Вантаж                                            | Статус     | Місце                                                       |
| Michael Jebsen  | суховантаж | Велика Британія | 14 серпня 1942 | 2 323        | 2 750 т цукру                                     | потоплено  | 21°45′ пн. ш. 76°10′ зх. д. / 21.750° пн. ш. 76.167° зх. д. |
| Standella       | танкер     | Велика Британія | 14 серпня 1942 | 6 197        | Нафта та гас                                      | пошкоджено | 21°41′ пн. ш. 76°09′ зх. д. / 21.683° пн. ш. 76.150° зх. д. |
| Empire Corporal | танкер     | Велика Британія | 14 серпня 1942 | 6 972        | 4 532 т моторного спирту та 4 745 т білого спирту | потоплено  | 21°45′ пн. ш. 76°10′ зх. д. / 21.750° пн. ш. 76.167° зх. д. |